# Vulkanismus

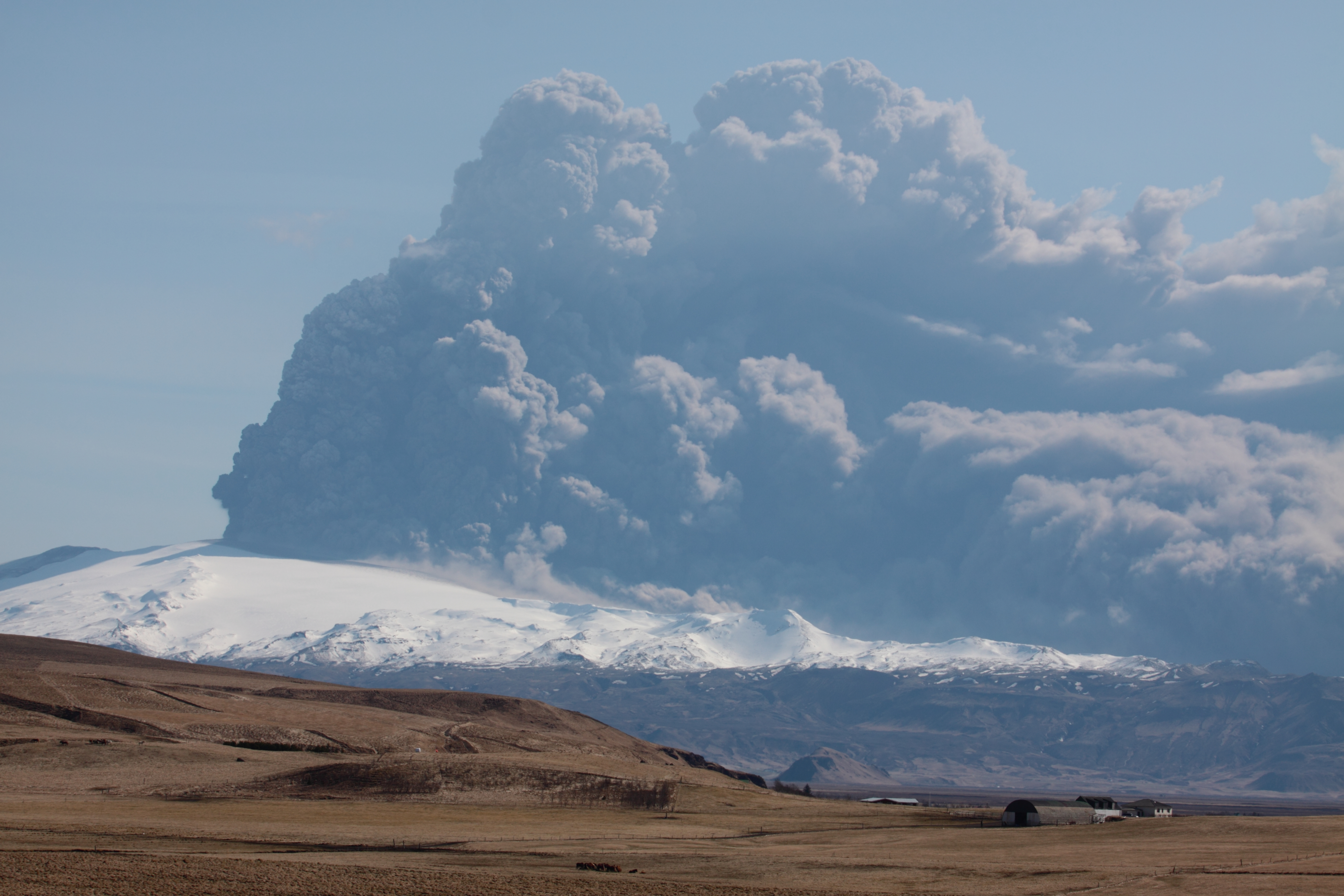
Ausbruch am Hauptgipfel des Eyjafjallajökull 2010 in Island

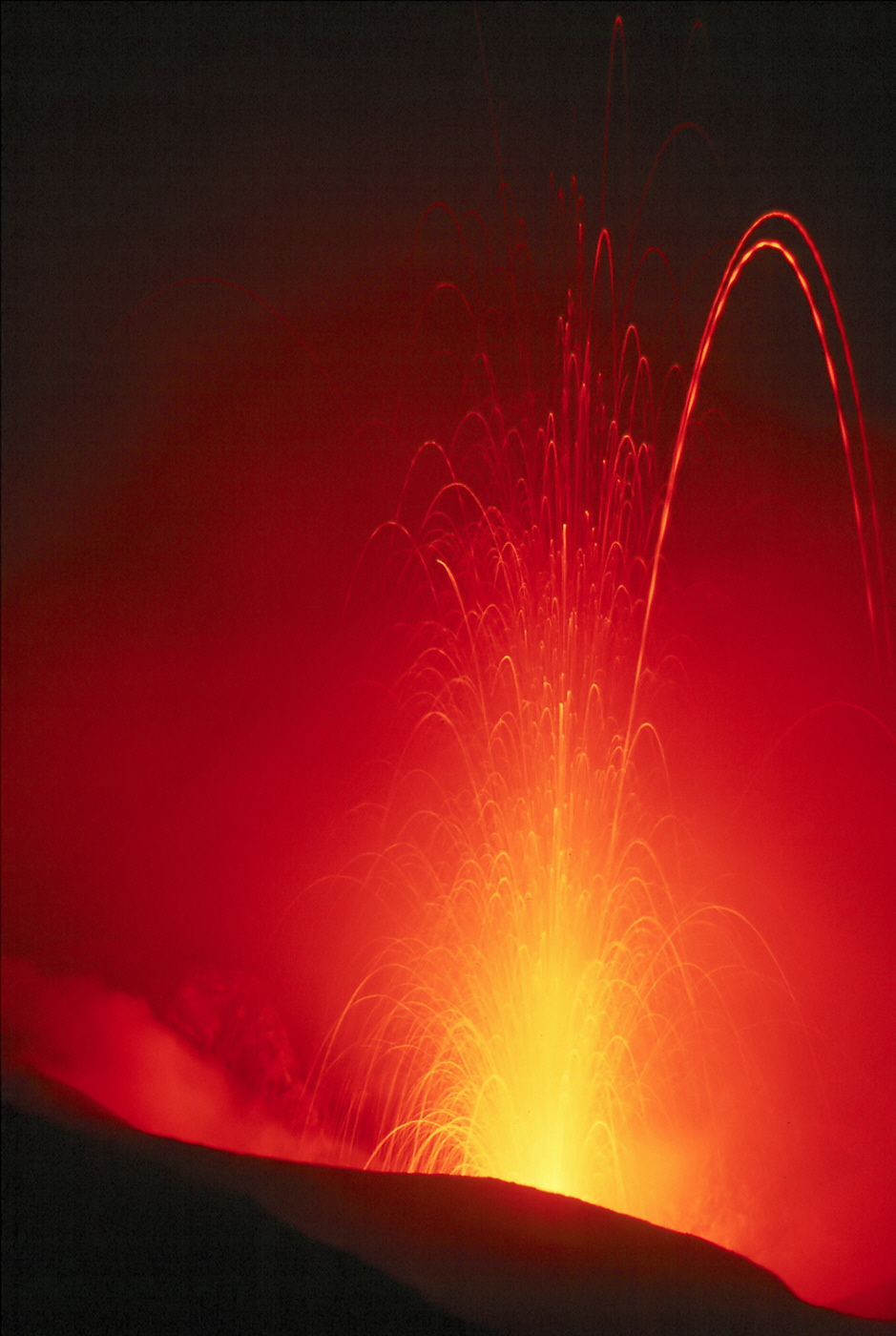
Vulkanausbrüche wie hier am Stromboli sind die spektakulärsten Erscheinungsformen des Vulkanismus

Unter Vulkanismus versteht man alle geologischen Vorgänge und Erscheinungen, die mit Vulkanen in Zusammenhang stehen, d. h. die mit dem Aufsteigen von Magma aus dem Erdmantel bis zur Erdoberfläche verbunden sind.
Der Begriff „Vulkan“ leitet sich von der italienischen Insel Vulcano ab, eine der Liparischen Inseln im Tyrrhenischen Meer. In der römischen Mythologie galt diese Insel als die Schmiede des Vulcanus, des römischen Gottes des Feuers.

## Plattentektonik und Hot Spots
In der Regel ist Vulkanismus an tektonisch aktive Regionen gebunden, wie Subduktionszonen oder Mittelozeanische Rücken – es treten aber auch Magmen aus größerer Tiefe an atektonischen stationären Hot Spots (z. B. Hawaii, Yellowstone) aus.

## Rolle des Magmas
Unter Veränderungen der chemischen Zusammensetzung (z. B. Wassergehalt) und des Druckes (Druckentlastung) kommt es zur partiellen Aufschmelzung des Gesteins (Magma). Das flüssige Material sammelt sich dabei üblicherweise in der so genannten Magmakammer an. Aus dieser werden die an der Oberfläche befindlichen Vulkane durch schmale Aufstiegswege gespeist.

## Materialien
Vulkanismus umfasst alle Austrittsformen des Materials als feste (Bombe, Lapilli, Bimsstein, Aschen), flüssige (Lava, Lahar, Geysir) oder gasförmige (vulkanisches Gas, Fumarole) Stoffe. Nicht selten treten Mischformen der eruptiven Begleiterscheinungen auf wie z. B. die verheerenden pyroklastischen Ströme. Das Tiefenäquivalent nicht an der Erdoberfläche ausgetretener Magmen sind Plutonite.

## Extraterrestrischer Vulkanismus
Vulkane gehören zu den eindrucksvollsten Erscheinungsformen geologischer und geodynamischer Prozesse, nicht nur auf der Erde, sondern auch auf anderen Planeten und Monden des Sonnensystems. Zu diesem extraterrestrischen (nicht-irdischen) Vulkanismus gehören die Schwefelvulkane auf dem Jupitermond Io, die Kryovulkane auf dem Neptunmond Triton und die erloschenen Vulkane z. B. auf Mars und Venus.

## Mensch und Vulkanismus
Der Vulkanismus hatte Anteil an vielen folgenschweren Naturkatastrophen. Ihm sind viele der gewaltigen Umwälzungen in der Erdgeschichte zuzuschreiben, nicht zuletzt durch seinen erheblichen Einfluss auf die regionale und globale Klimaentwicklung mit den daraus resultierenden Folgen wie etwa Hungersnöten. Vulkanische Katastrophen können die menschliche Bevölkerung direkt und indirekt betreffen, durch Zerstörungen nahe einem aktiven Vulkan oder aber durch globale klimatische Veränderungen und Aschenfall. Andererseits bilden die direkten und indirekten Folgen des Vulkanismus die Lebensgrundlage von Teilen der Bevölkerung durch ertragreiche vulkanische Böden, Baumaterial, geothermische Energie und Tourismus. Rund ein Zehntel der Erdbevölkerung lebt im direkten Einflussbereich aktiver Vulkane. Vulkanobservatorien beobachten, registrieren und analysieren die Tätigkeit aktiver Vulkane, um Vorhersagen und Warnungen aussprechen zu können (dies geschieht in den letzten Jahrzehnten weitgehend mit Erfolg).
Vulkane spielen in der Mythologie vieler Kulturen eine Rolle.

## Bilder

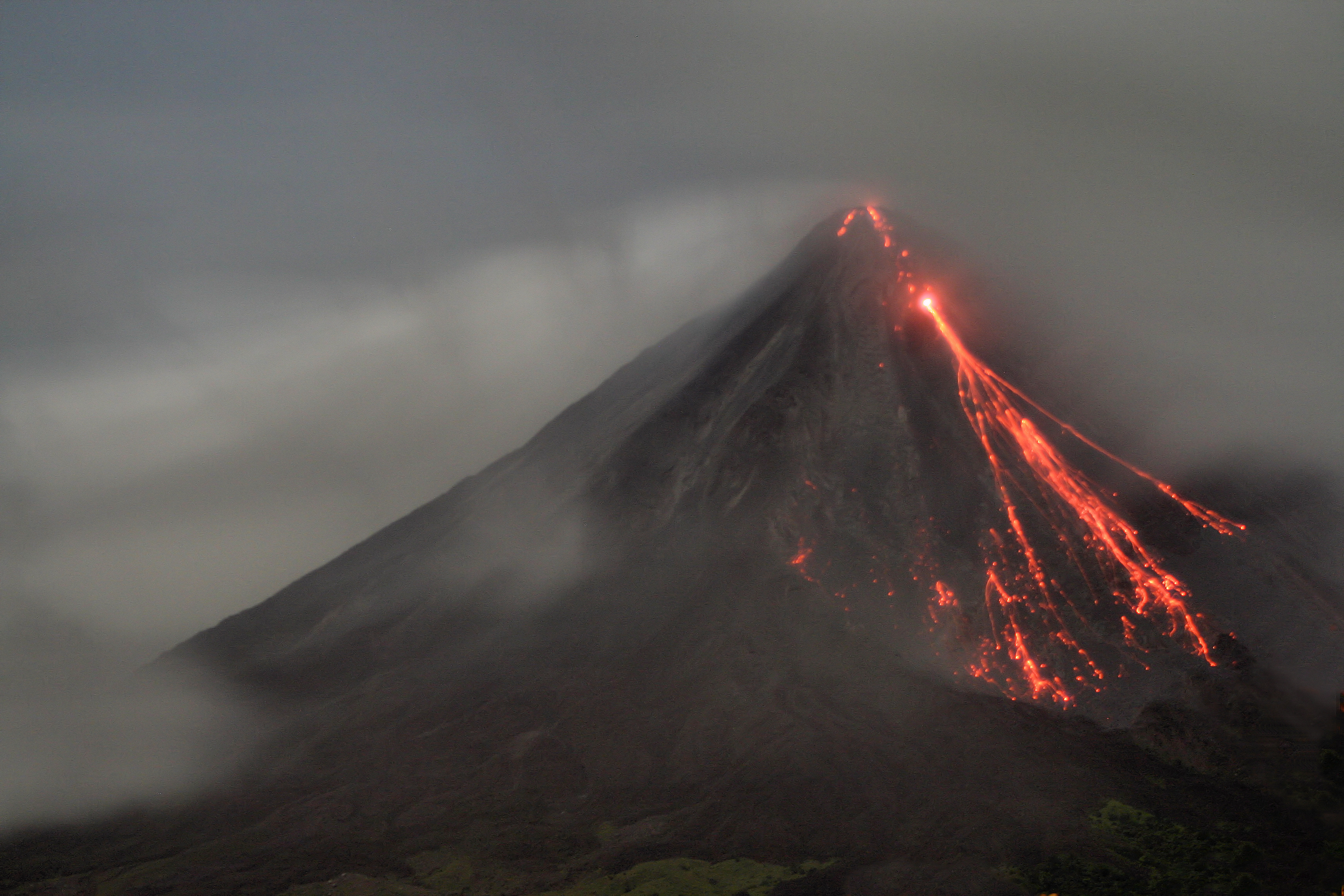
Ausbruch des Arenal
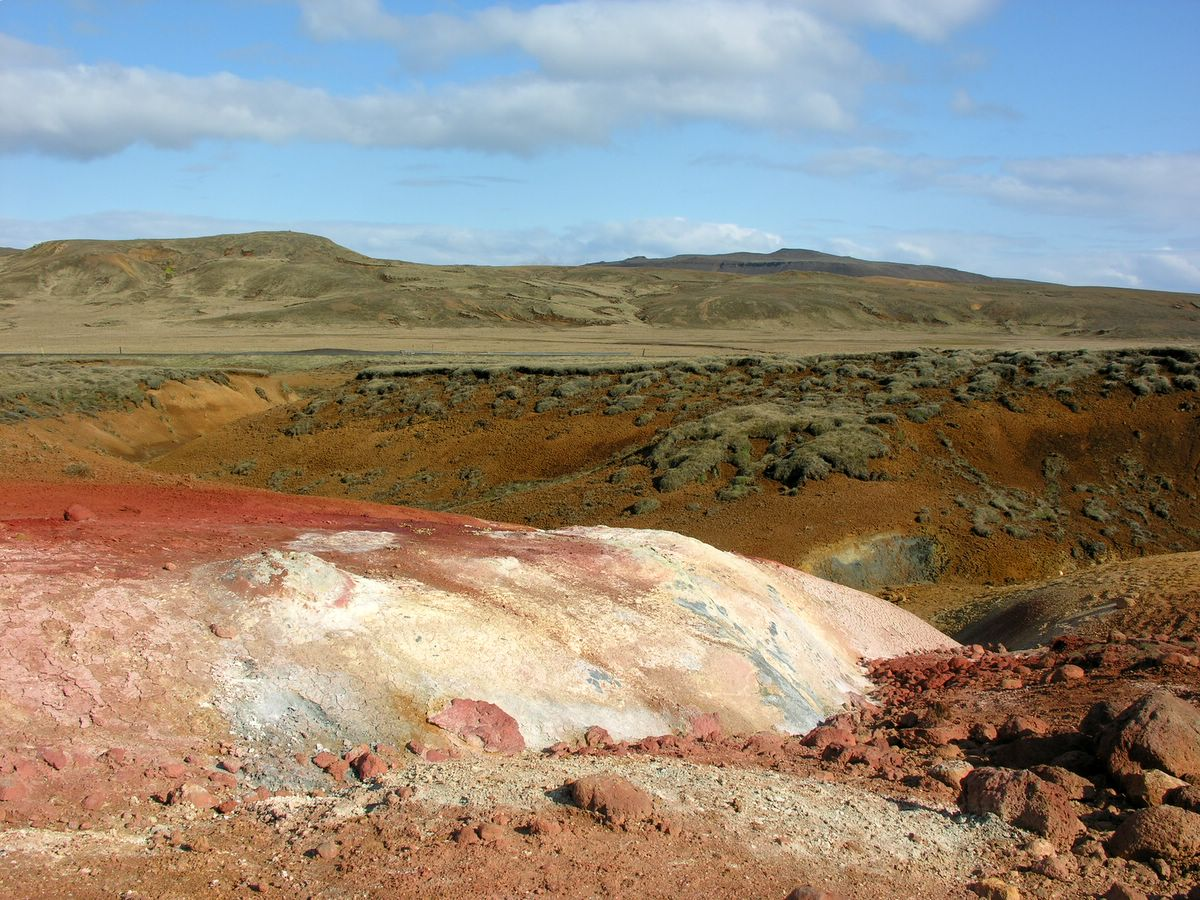
Erscheinungsformen des Vulkanismus: Eisen-, Kalk- und Schwefelausfällungen im Hochtemperaturgebiet Krýsuvík in Island
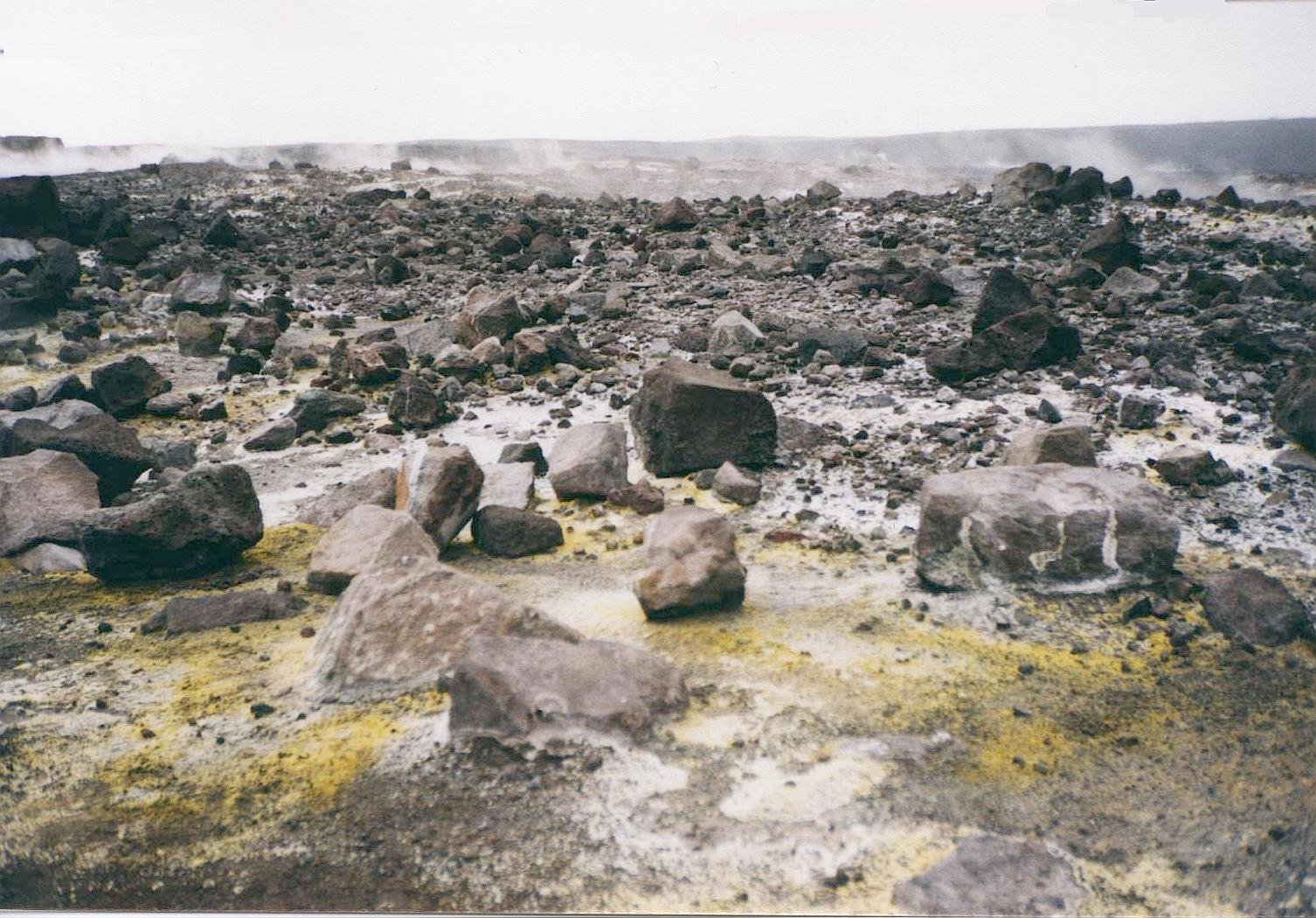
Zeichen vulkanischer Aktivität: Schwefelablagerungen am Rand des Halemaʻumaʻu-Kraters des Kīlauea auf Hawaii
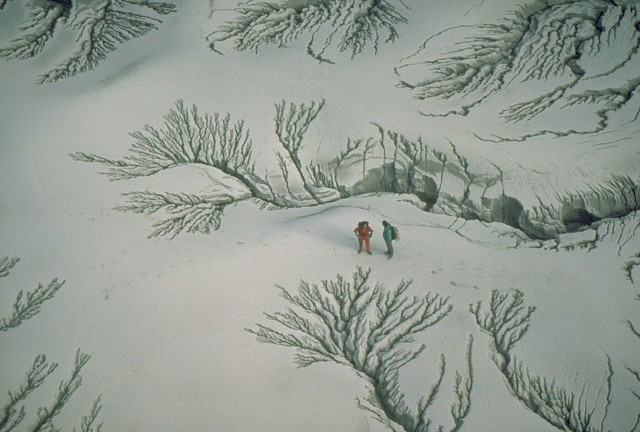
Pyroklastische Aschenlagen am Pinatubo
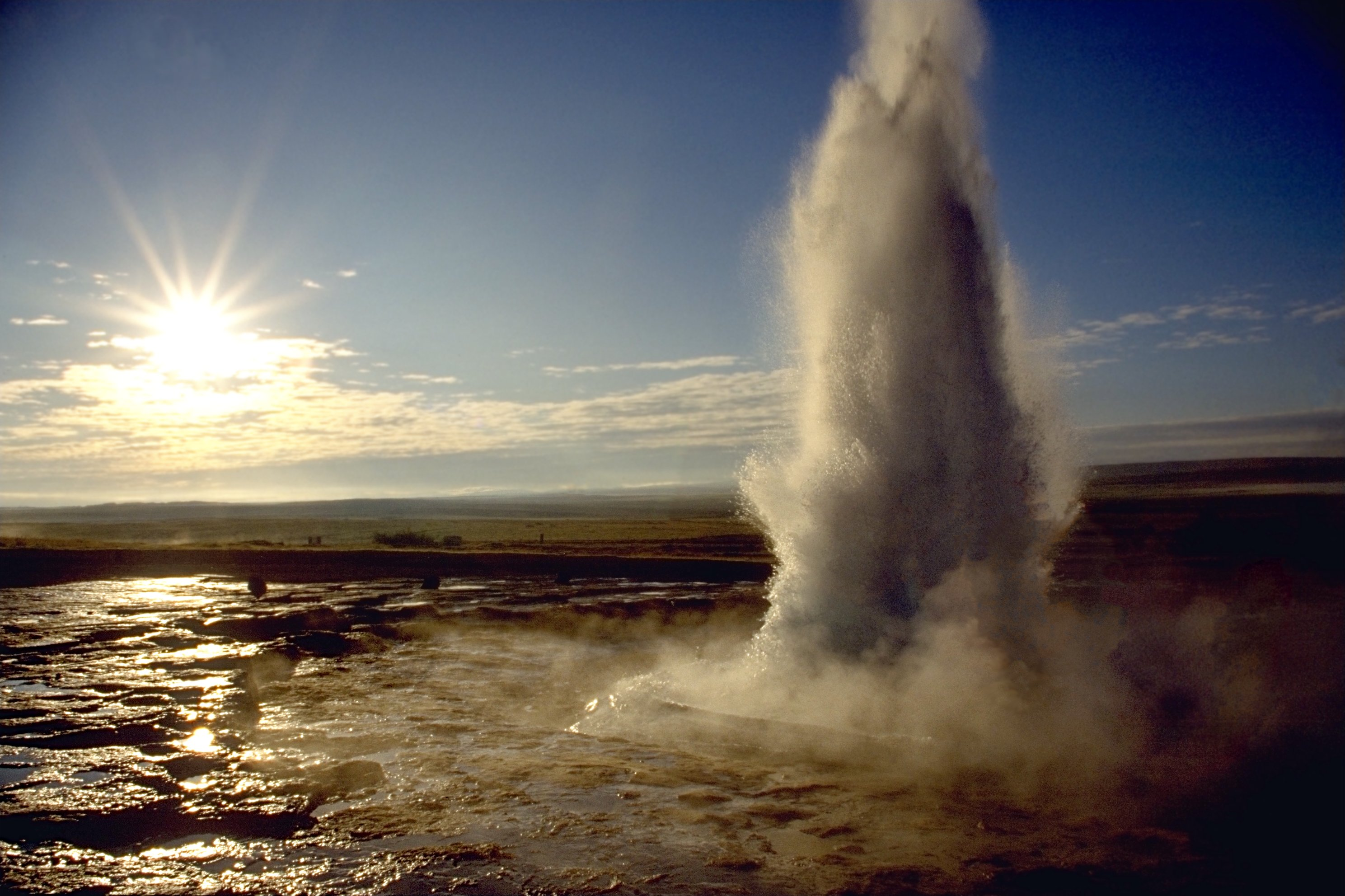
Eruption des Geysirs Strokkur in Island